# خليج كاليفورنيا

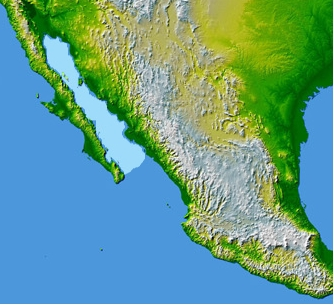
الخليج

خليج كالفورنيا أو بحر كورتس مسطح مائي ضيق جدا يفصل بين أربع ولايات مكسيكية تحده من جهاته الثلاث وهن سونورا من الشرق وباخا كالفورنيا وباخا كالفورنيا سور من الغرب وسينالوا من الشرق كذلك عن شبه جزيرة كاليفورنيا، وهو متصل بالمحيط الهادئ من جهة الجنوب وتبلغ مساحة هذا المسطح المائي 160000 كم مربع، تكثر في الخليج الحيتان وأسماك التونا الأمر الذي يساعد على الصيد بكميات تجارية وتكتنف مياهه عددا من الجزر وأكبرها جزيرة طبرون وجزيرة حرس إيسلا.

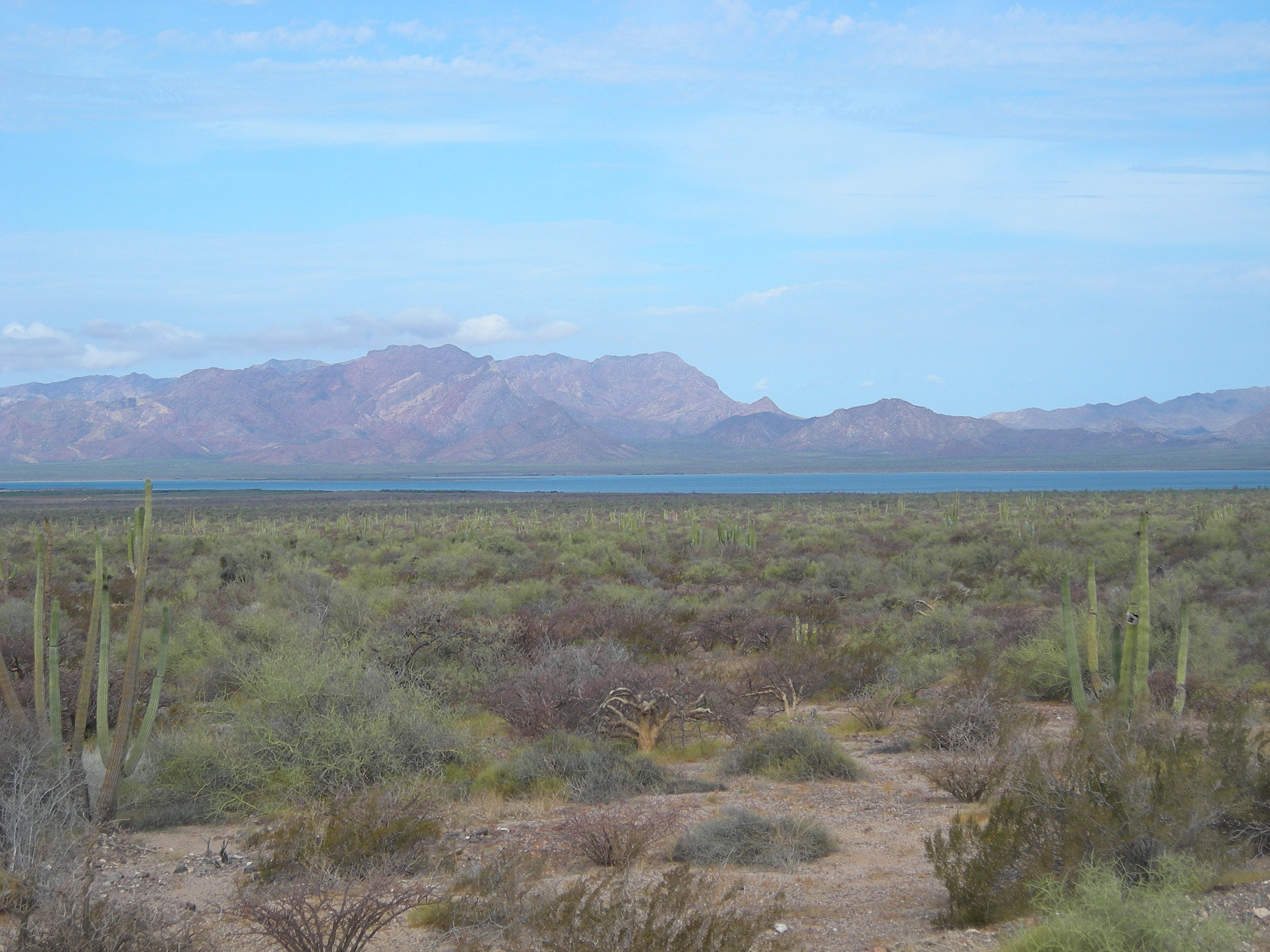
منظر لجزيرة طبرون